# Медицинский университет Караганды
Карагандинский медицинский университет  (каз. Қарағанды медицина университеті) — высшее медицинское учебное заведение в г. Караганда, Казахстан. Открыт в 1950 году.  В 1997 году преобразован в Карагандинскую государственную медицинскую АкадемиюКаз..Қарағанды мемлекеттік медицина Академиясы В 2009 году преобразован в Карагандинский государственный медицинский университет. В феврале 2019 года реорганизован в НАО "Медицинский университет Караганды". 2024 г. - преобразован в НАО "Карагандинский медицинский университет".

## История
1 сентября 1950 года Карагандинский медицинский институт открыл двери для своих первых студентов: 127 студентов I курса и 101 студента II курса, из которых 69 приехали из Казани. Было открыто 11 кафедр единственного на тот момент лечебного факультета. Всего в 1950 году в вузе работали 23 преподавателя, в том числе 3 доктора и 3 кандидата наук. В 1952 году были открыты аспирантура и ординатура. В 1955 году Карагандинский мединститут впервые завершил выполнение полного объема шестилетнего учебного плана и произвел первый выпуск – 94 врача, в том числе 15 человек с отличием. В 1957 году институт получил право защиты кандидатских диссертаций на Ученом совете. С первым выпуском студентов-медиков и получением права защиты кандидатских диссертаций в вузе завершился сложный период становления. Периодом уверенного роста и развития для Карагандинского медицинского института явились 60-е годы.  В 1967 году был утвержден перечень научных специальностей: акушерство и гинекология, анатомия человека, внутренние болезни, патологическая физиология, хирургия, биологическая химия, в соответствие с которыми Учёному совету КарМИ разрешалось принимать к защите кандидатские диссертации и присуждать ученую степень кандидата медицинских наук. На заседаниях Ученого совета КарМИ кандидатские диссертации защищали как сотрудники института, так и соискатели из других республик СССР, что свидетельствует о высоком уровне научного потенциала Карагандинского мединститута среди высших учебных заведений Советского Союза. Среди защитивших в 60-е годы кандидатские диссертации в КарМИ были представители медицинских институтов Алма-Аты, Семипалатинска, Ташкента, Андижана, Москвы. Всего с 1958 по 1972 годы на Ученом совете КарМИ проведено 186 защит диссертаций на соискание степени кандидата медицинских наук и 23 – на соискание доктора медицинских наук.
В 1961 году институту была присвоена первая категория, год спустя – открыт педиатрический факультет. Промышленные предприятия, организации строительной индустрии, предприятия швейной, пищевой и других промышленностей, санитарно-эпидемиологические станции города выделили студентам санитарно-гигиенического факультета базы для осуществления учебного процесса и прохождения практики.
В 1966 году в вузе открылась Центральная научно-исследовательская лаборатория, которую возглавил кандидат медицинских наук Мадениат Мадиевич Сарсембаев. Мадениат Мадиевич явился организатором Малой академии наук для школьников во Дворце детей и юношества (Дом пионеров) и долгое время был ее ректором. В университете студенты начали проводить научно-исследовательские исследования. В 1964 году в КГМИ впервые состоялась Первая республиканская научная студенческая конференция. Большим событием в жизни института было проведение в 1968 году Первой Всесоюзной студенческой научной конференции студентов медицинских институтов с докладами на иностранных языках. На эту конференцию Научное общество КГМИ представило 25 докладов, всего же на заседаниях было прослушано 182 доклада на английском, немецком, французском и японском языках.
К началу 70-х годов в профессорско-преподавательский состав Карагандинского медицинского института входили высококвалифицированные научно-педагогические кадры с учеными степенями на уровне, превышающем средний показатель по всему Советскому Союзу.
С 1984 по 1989 годы институт возглавлял доктор медицинских наук, профессор Николай Архипович Хлопов. В этот период был организован факультет по подготовке средних медицинских работников.
В 1990 году открылось казахское отделение, появилась возможность получения высшего образования на государственном языке. В 1991 году основан Научно-исследовательский центр, стало функционировать подготовительное отделение для иностранных граждан, которое возглавил кандидат медицинских наук, доцент Евгений Владимирович Пухов. В этом же году открылся общемедицинский факультет как единая ступень теоретической подготовки студентов лечебного, педиатрического и санитарно-гигиенического факультетов. В 1992 году в КГМИ был открыт медико-биологический факультет, которым руководил доктор медицинских наук, профессор Сергей Петрович Терехин. В этом же году на базе отдела программно-технических средств обучения организован информационно-вычислительный центр (ИВЦ), позволивший компьютеризировать учебный процесс.  Первым руководителем центра был Ануар Шаймерденович Байгулов. В 1993 году в институте начал функционировать факультет повышения квалификации врачей и средних медработников, который возглавил доктор медицинских наук, профессор Александр Георгиевич Швецов.
Постановлением Правительства Республики Казахстан от 25 февраля 1997 года Карагандинский государственный медицинский институт преобразован в Карагандинскую государственную медицинскую академию. В 1999 году на базе деканата для иностранных граждан был создан отдел международного сотрудничества для обучения иностранных студентов. В  эти годы  была реализована новая концепция медицинского образования: многоступенчатая, модульно-блочная, рейтинговая система обучения и контроля в рамках учебно-методического комплекса. В 2001 году было открыто отделение  для иностранных студентов с обучением на английском языке, что значительно облегчило доступ к поступлению в академию иностранных граждан.  В 2002 году были открыты фармацевтический факультет, факультет восточной медицины и медицинский колледж. В 2002 году при Карагандинской государственной медицинской академии был утвержден Диссертационный совет, который принимал к защите диссертации на соискание ученой степени доктора медицинских наук по специальностям «Внутренние болезни», «Фармакология, клиническая фармакология по медицинским наукам».
Карагандинский государственный медицинский университет с 2002 года участвует в выполнении международных научных разработок совместно с государственным научным центром вирусологии и биотехнологии «Вектор» МЗ РФ (г. Новосибирск) и онкологическим научным центром РАМН (г. Москва), двух проектов в рамках республиканской НТП «Разработка и внедрение в производство оригинальных фитопрепаратов для развития фармацевтической промышленности РК» на 2002-2006 гг. совместно с Институтом фитохимии МОН РК.
В 2002 году вуз получил лицензию на осуществление медицинской деятельности. Была открыта стоматологическая клиника. В этом же году студенты получили возможность медицинского обслуживания в студенческой поликлинике. Также в 2002 году начала функционировать вузовская учебно-клиническая лаборатория – первая в Республике Казахстан.
В соответствии с Приказом Министерства образования и науки Республики Казахстан № 812 от 12 ноября 2002 года «О проведении Карагандинской государственной медицинской академией научно-педагогического эксперимента по разработке концептуального подхода адаптации государственных стандартов медицинского образования к международному образовательному пространству».
В 2005 году вуз первым в СНГ прошел сертификацию системы менеджмента качества уполномоченным органом NQA-UK, NQA-Russia. КГМА принял участие в международных и национальных совещаниях в рамках стратегического партнерства ВОЗ/ВФМО по улучшению качества медицинского и фармацевтического образования (2003, 2005, 2006, 2007 гг.).
В рамках реализации в Республике Казахстан Концепции реформирования медицинского и фармацевтического образования на 2006-2010 гг. в Академии в 2007 году был организован учебно-клинический (симуляционный) центр, который возглавил кандидат медицинских наук Виктор Петрович Риклефс. Все помещения УКЦ оснащены соответствующими тренажерами, манекенами, медицинским оборудованием и инструментами, аудио-видео аппаратурой, компьютерной техникой. В 2007 году был создан Центр медицинского образования КГМА во главе с доктором медицинских наук Фаридой Нусупжановной Нурманбетовой. Центр занимался международным сотрудничеством в области медицинского образования и внедрением новых технологий обучения в образовательный процесс. В 2007 году в вузе были открыты специальности «Общая медицина», «Общественное здравоохранение», в 2008 году – «Сестринское дело».
В 2009 году в рамках реализации Концепции реформирования медицинского и фармацевтического образования в Республике Казахстан Постановлением Правительства Республики Казахстан от 19 февраля 2009 года №188 РГКП «Карагандинская государственная медицинская академия» переименована в РГКП «Карагандинский государственный медицинский университет». В том же году университетом получено право на ведение образовательной деятельности по программам магистратуры по следующим специальностям: «Медицина», «Общественное здравоохранение», «Медико-профилактическое дело», «Сестринское дело» и резидентуры по 9 специальностям.
В рамках интеграции в Европейское образовательное пространство в контексте Болонского процесса 17 сентября 2010 года КГМУ подписана Великая Хартия Университетов в Болонье (Италия). Для внедрения компетентностного подхода в образовательный процесс разработаны и утверждены сферы компетентности выпускника и преподавателя КГМУ. В 2010 году клиники университета (стоматологическая клиника и поликлиника) прошли аккредитацию на соответствии деятельности субъекта здравоохранения стандартам аккредитации в области здравоохранения Республики Казахстан.
В 2010 году Карагандинский государственный медицинский университет был признан лучшим медицинским высшим учебным заведением Казахстана согласно рейтингу НКАОКО, в это же время вуз успешно прошел институциональную аккредитацию.
В 2011 году Карагандинский государственный медицинский университет занял первое место среди университетов Казахстана по результатам промежуточного государственного контроля. В том же году вуз прошел аккредитацию в качестве субъекта на научную и/или научно-техническую деятельность, в 2012 году – государственную аттестацию. Признанием высокого качества подготовки врачей стало включение университета в 2011 году в директорий медицинских школ «Авиценна» Всемирной организации здравоохранения (World Directory of Medical Schools, WHO).
В 2012 году КГМУ получено право на ведение образовательной деятельности по программам PhD-докторантуры по специальностям «Медицина», «Общественное здравоохранение», «Фармация».
В 2019 году присвоен статус исследовательского университета.А также университет полностью перешёл на собственное финансирование,не завися больше от государства.

## Современное состояние
Статус университета с 2009 года.
КГМУ — первый медицинский вуз среди стран СНГ, успешно прошедший в 2005 году сертификацию на соответствие требованиям системы менеджмента качества Международного стандарта ИСО 9001-2000 уполномоченным органом National Quality Assurance Limited, Великобритания, всех видов деятельности.
Обучение в университете проводится на казахском, русском и английском языках. Университет оказывает образовательные услуги по специальностям лечебное дело, педиатрия, медико-профилактическое дело, стоматология, фармация, восточная медицина высшего медицинского образования.
В соответствии с новыми Государственными общеобязательными стандартами высшего медицинского и фармацевтического образования, разработанными в соответствии с международными требованиями с сентября 2007 года введены новые специальности «Общая медицина», «Стоматология», «Сестринское дело», «Фармация», «Общественное здравоохранение».
Ведется постдипломная подготовка через интернатуру, клиническую ординатуру, аспирантуру и докторантуру. Работает диссертационный совет по защите кандидатских диссертаций. Функционирует научно-исследовательский центр, издаются журнал «Медицина и экология», газеты «Медик» и «Дару».

## Руководители
- Ректор Пётр Моисеевич Поспелов [6] 1950—1974
- Александр Петрович Филин 1974—1984
- Николай Архипович Хлопов 1984—1989
- Макаш Тыныштыкбаевич Алиякпаров 1989—2001
- Ильяс Райханович Кулмагамбетов 2001—2009
- Мурат Койшибаевич Телеуов 2009—2011
- Раушан Султановна Досмагамбетова [7] с августа 2011[8] - 2021
- Турмухамбетова Анар Акылбековна c июня 2021.

## Медицинский колледж при КГМУ
Медицинский колледж при Карагандинском государственном медицинском университете был открыт в 2002 году. Занятия проводятся на кафедрах КГМУ и на клинических базах лечебно-профилактических учреждений Караганды. Обучение в колледже проводится на казахском и русском языках, по 8 специальностям. В 2015—2017 годах колледж при КГМУ был закрыт, 2017 году администрация КГМУ снова возобновила его деятельность.

## Рейтинги
В 2007 году по рейтингу Министерства образования и науки Республики Казахстан КГМА занимает 1 место среди медицинских вузов, в 2008 году — 2 место среди медицинских вузов и 8 место среди 60 вузов Казахстана.
В рейтинге медицинских вузов от Независимого агентства по обеспечению качества в образовании (НКАОКО, также IQAA) КГМУ занял 1 место в 2010 году, 2 место в 2011 году, поделил 2-3 место в 2012 году, занял 2 место в 2013, 2014 году и 2017 году.
В 2019 году согласно независимому Национальному рейтингу лучших медицинский вузов Казахстана за 2019 год, университет занял 3-е место, набрав 89.37 балла из 100 возможных.
2024 - 1-й среди медицинских ВУЗов РК, 3-й среди всех казахстанских ВУЗов и 800-1000-й среди ВУЗов мира в рейтинге Times Higher Education University Impact Rankings-2024.